# LDH (芸能プロダクション)
株式会社LDH JAPAN（エルディーエイチ ジャパン、英: LDH JAPAN Inc.）は、日本の芸能事務所、エンターテインメント企業。
社名は、Love, Dream, Happiness の頭文字。

## 概要

### 前身
2002年10月17日、会社設立の際に必要であった最低資本金制度の300万円を、当時のEXILEメンバー6人で50万円ずつ出し合い「エグザイルエンタテイメント有限会社」を設立。東京都港区青山に事務所を構えた。リーダーのHIRO（五十嵐広行）が代表取締役社長、メンバーが社員だった。

### 創業
2003年9月18日、上記の事務所と、HIROの友人である森雅貴らが経営していたモデル事務所「有限会社スリーポイント」が合併し「株式会社LDH」を設立。HIROが代表取締役社長、森が副社長に就任。以降、芸能事務所以外の事業も展開した。
本社は設立当初に目黒区上目黒へ移転し、2009年に目黒区東山にある目黒東山スクエアビルへ移転した。

### 新体制
2017年1月1日、「株式会社LDH JAPAN」に商号変更し、森が代表取締役CEO、HIROが代表取締役会長に就任。
2023年10月1日、HIROが代表取締役社長に復帰。会長と兼務する。

## 所属
公式サイトに準拠
アーティスト
- EXILE
- EXILE THE SECOND
- 三代目 J SOUL BROTHERS from EXILE TRIBE
- GENERATIONS from EXILE TRIBE
- THE RAMPAGE from EXILE TRIBE
- FANTASTICS from EXILE TRIBE
- BALLISTIK BOYZ from EXILE TRIBE
- PSYCHIC FEVER from EXILE TRIBE
- LIL LEAGUE from EXILE TRIBE
- KID PHENOMENON from EXILE TRIBE
- THE JET BOY BANGERZ from EXILE TRIBE
- WOLF HOWL HARMONY from EXILE TRIBE
- MA55IVE THE RAMPAGE
- DEEP
- DEEP SQUAD
- DOBERMAN INFINITY
- Dream Ami
- Dream Shizuka
- PKCZ®
- VERBAL
- DJ DARUMA
- m-flo
- HONEST BOYZ®
- MIYAVI
- Crystal Kay
- JAY'ED
- Leola
- 青柳翔
- CRAZY四角形
- DANCE EARTH PARTY
- Girls²
- iScream
- Lucky²
- f5ve
- RAG POUND
- SWEET REVENGE
- EXILE B HAPPY
- KICK&SLIDE
- レモン三兄妹

俳優
- 青柳翔
- 小澤雄太
- 町田啓太
- 小野塚勇人
- SWAY
- 八木将康
- 佐藤寛太
- 塩野瑛久
- 前田拳太郎
- 櫻井佑樹
- 松本利夫
- RIKACO
- 鈴木伸之
- 石井杏奈
- 山口乃々華
- 早乙女太一
- 勝矢
- 中山ひなの
- 京野璃乃
- 横山涼

タレント
- 山口五和
- LISA

モデル
- 佐田真由美
- 岩堀せり
- 大屋夏南
- 杉ありさ
- テイラー鈴木
- 佐藤晴美
- 藤井夏恋
- モーガン茉愛羅
- 与田エミリ
- TOKO
- 愛芭
- 稲田彩羽

カリナリーアーティスト
- 池川義輝

アスリート
- ラモス瑠偉
- 栗原恵
- 渡辺一平
- 吉田輝幸
- 小川直久[注 1]
- 小川幸男
- アンジェラ・磨紀・バーノン
- 岡見勇信
- 武知海青

スペシャリスト
- 小竹正人
- 表誠治
- DJ KIRA
- SLAY
- 武村八重子
- 木村圭児
- 郷田季恵子
- PATO
- SEVA
- 樫田正剛
- 平沼紀久
- 渡辺啓
- 増本庄一郎
- 錦織良成
- 久保茂昭
- SABU
- 松永大司
- MC USK

### 過去の所属
グループ離脱者などはグループのページを参照
| - PARADISE GO!! GO!! - RATHER UNIQUE - NEVER LAND/warp-generation - CASSIS - NaNa - Love - The ROOTLESS - 岸洋佑 - JONTE - BREATHE - 塩ノ谷早耶香 - Dream - ShuuKaRen - Flower - スダンナユズユリー - E-girls - lovely² - MABU - mirage² - Happiness - MOONCHILD モデル - 中崎祐衣 - 水原希子 - 中野唯花 - 吉田セイラ - 上田眞央 - 長谷川潤 - NOMA - 佐原モニカ | 俳優 - 三箇一稔 - 香子 - 小林夏子 - 磯村洋祐 - 谷中敦 - 春川恭亮 - 桃生亜希子 - 松本理沙 - 音月桂 - 城戸愛莉 - 野杁俊希 - 天野浩成 - 秋山真太郎 - 近江谷太朗 - 黒川恭佑 - 平川結月 その他 - 川根来音 - 原田憲 - CEYREN - ia - 桐島ローランド - マシコタツロウ - 神田瀧夢 - 長塚智広 - ZEN - SAKURA - 高谷裕之 |

## グループ会社
公式サイトに準拠

### 主要グループ会社
- LDH kitchen（2008年4月設立）
- LDH music&publishing（2017年1月設立）
- expg family（2019年10月設立）
- LDH愛夢悅（2009年1月設立）

### 過去
- LDH pictures（2016年設立[17]、2022年3月LDH music&publishingに合併）[18]
- LDH O（2018年設立、2022年12月LDH JAPANに合併）[19]
- LDH martial arts（2017年9月設立[20]、2023年6月expgに事業譲渡）[21]
- LDH apparel（2008年4月設立[22]、2025年1月LDH JAPANに合併）[23]
- expg（2013年4月設立[24]、2025年1月LDH JAPANに合併）[23]
- LDH DIGITAL（2022年10月クラフターから株式譲渡[25]、2025年1月LDH JAPANに合併）[23]

### 関連会社
- アソビモ株式会社
- HI&max株式会社
- 株式会社CyberLDH
- 株式会社LDHブライダルプロデュース
- 株式会社Dリーグ
- 有限責任事業組合HI-AX
- North Culture 8有限責任事業組合

## 備考
- 2017年、会社の新体制に合わせて会社のロゴマークも変更。佐藤可士和がデザインを担当した[26]。
- 社員と所属者に配布していたルールブック『LDH OUR PROMISE』を、小学館が再編集し書籍化（ISBN 978-4093885935）。2018年2月28日に発売された[27]。
- HIROが愛飲していたことでレモンサワーがメンバーにも広まった[28]。2009年のツアーの打ち上げでは2500杯飲むなど[29]、テレビ番組でも公式ドリンクだと明言してきたことから、EXILE監修の公式レモンサワー「LEMON SOUR SQUAD」を、LDH、宝酒造、ローソンの3社で共同開発するに至った[30]。2020年元日から全国のローソンで販売され、約1カ月で販売数100万本を超えた[31]。

### 不祥事
- 2010年3月、東京国税局の税務調査を受け、2009年3月期までの2年間で約3億円の申告漏れを指摘され修正申告したと報じられた[32][33]。2018年7月にも東京国税局の税務調査を受け、2017年3月期までの4年間で約3億円の申告漏れを指摘され修正申告したと報じられた[34][35]。
- 2019年4月、上限を超える時間外労働を従業員にさせた等として、労働基準監督署から是正勧告を受けていたことが報じられた[36]。2014年1月にはEXILEのメンバーのマネージャーを中心とする複数の従業員の労働時間が月に400-500時間に及んだとして、2018年2月にはマネージャーの残業時間が三六協定で定めた上限を超えていたとして、それぞれ勧告を受けていた[37]。